# Satoshi Hida
Satoshi Hida (født 8. april 1984) er en tidligere japansk fodboldspiller.
Han har spillet for flere forskellige klubber i sin karriere, herunder Kawasaki Frontale og Vegalta Sendai.